# Rygård (Langå Sogn)
 For alternative betydninger, se Rygård. (Se også artikler, som begynder med Rygård)
Rygård er en herregård i Langå Sogn på Sydøstfyn. Den er på 377 hektar, heraf ager 239,
skov 133, andet 5. Rygård er i sameje med Glorup.

## Historie
Herregården nævnes første gang i 1372. Allerede da optræder et medlem af Urne-slægten, Niels Urne, som ejer. Det nuværende senmiddelalderlige borganlæg er anlagt i begyndelsen af 1500-tallet af rigsråd Johan Jørgensen Urne, der i 1480 havde arvet gården efter sin far Jørgen Urne. I 1534 blev gården hærget af oprørske fynske bønder under Grevens Fejde. Johan Urne døde i 1537, og gården blev overtaget af den stridbare søn, Christoffer Johansen Urne.
I 1590-erne blev der tilføjet to runde trappetårne i borggården. De blev opført på foranledning af Niels Bild til Ravnsholt, der ved at gifte sig med Christoffer Urnes datter Margrethe var kommet i besiddelse af Rygård i 1582. I 1658 blev Rygård hærget af svenskerne.
Såvel borgen som den tilhørende ladegård var oprindeligt omgivet af dybe voldgrave. I 1690 var der stadig en vindebro som adgang til komplekset, men den blev senere afløst af en dæmning. På et kort fra 1809 kan man se aftegningen af de to grave omkring borg og ladegård. I 1876 begyndte Kunstakademiet at opmåle vigtige danske bygningsværker. Man startede med Kronborg, og i 1882 var et hold arkitekter på Rygård. Resultaterne fra Rygård blev sammenfattet i en beskrivelse i Architekten i 1903 og indgik ligeledes i bogen Danske Herreborge fra det 16de Aarhundrede, udgivet i 1904 med tekst af Francis Beckett. 
Rygård blev restaureret i 1915-22 af arkitekterne Ivar Bentsen og Jens Ingwersen.

## Ejere af Rygård
- (1372-1380) Hagbard Jonsen
- (1380-1384) Nicolaus Urne
- (1384-1432) Lave Nielsen Urne
- (1432-1480) Jørgen Lavesen Urne
- (1480-1537) Johan Jørgensen Urne
- (1537-1566) Christoffer Johansen Urne
- (1566-1582) Margrethe Christoffersdatter Urne, gift Bild
- (1582-1622) Niels Bild
- (1622-1627) Anna Asmusdatter von Ahlefeldt, gift Lange / Vibeke Asmusdatter von Ahlefeldt, gift Kaas / Margrethe von Ahlefeldt
- (1627-1632) Hans Kaas / Henrik Lange
- (1632-1653) Niels Hansen Kaas / Henrik Lange
- (1653-1669) Henrik Lange
- (1669-1670) Niels Banner
- (1670-1687) Peder Pedersen Lerche
- (1687-1694) Vincents Pedersen Lerche
- (1694-1714) Hans Henrik Friderich von Pultz
- (1714-1725) Marie Petersdatter von Pultz (født Hovenbeck) - enke efter Hans Henrik Friderich von Pultz
- (1725-1764) Peder Hansen von Pultz
- (1764-1766) Edel Margrethe von Pultz (født Gyldenkrone (Güldencrone))
- (1766-1792) Adam Gottlob Jacobsen lensgreve Moltke
- (1792-1793) Sophie Hedevig Raben, gift Moltke
- (1793-1851) Gebhard greve Moltke-Huitfeldt
- (1851-1876) Adam Gottlob greve Moltke-Huitfeldt
- (1876-1896) Gebhard Léon greve Moltke-Huitfeldt
- (1896-1944) Adam Gottlob Carl greve Moltke-Huitfeldt
- (1944-1962) Léon Charles Joseph greve Moltke-Huitfeldt
- (1962-2004) Alice Léonsdatter komtesse Moltke-Huitfeldt, gift Rosenkrantz
- (2004-) Jacob Arild Moltke-Huitfeldt Rosenkrantz (født 1980)

## Rygård Station
Rygård Station på Svendborg-Nyborg Banen (1897-1964) lå 2 km øst for herregården i Langå, men fik navn efter Rygård, fordi navnet Langå var optaget af Langå Station i Østjylland.